# Melvin Johnson (baloncestista de 1962)
Melvin Jackson Johnson, (nacido el 9 de noviembre de 1962 en Miami, Florida) es un exjugador de baloncesto estadounidense. Con 2.06 de estatura, su puesto natural en la cancha era el de pívot.

## Trayectoria

### Clubes
| Club                          | País      | Año         |
| ----------------------------- | --------- | ----------- |
| FV Lugano                     | Suiza     | 1985 - 1986 |
| Cinco Saltos                  | Argentina | 1986        |
| Independiente de Neuquén      | Argentina | 1987        |
| BC Houthalen                  | Bélgica   | 1987 - 1988 |
| Visel Basilea                 | Suiza     | 1988 - 1989 |
| Champel Genève                | Suiza     | 1989 - 1990 |
| Gaiteros del Zulia            | Venezuela | 1990        |
| Mayoral Málaga                | España    | 1990        |
| Champel Genève                | Suiza     | 1990 - 1991 |
| Independiente de Neuquén      | Argentina | 1991 - 1992 |
| Panteras de Miranda           | Venezuela | 1992        |
| Quilmes de Mar del Plata      | Argentina | 1992 - 1993 |
| Independiente de General Pico | Argentina | 1993 - 1998 |
| Gimnasia y Esgrima            | Argentina | 1998 - 1999 |
| Independiente de General Pico | Argentina | 1999        |
| Vasco Baureri                 | Brasil    | 2000        |
| Regatas San Nicolás           | Argentina | 2000 - 2001 |
| Cocodrilos de Caracas         | Venezuela | 2001        |